# Juan de Küküllő
Juan Apród de Küküllő (en húngaro: János Apród Küküllei, Tótselymes, c. 1320-1393) fue un historiador húngaro del siglo XIV.

## Biografía
Era hijo de Miklos Apród, un noble que recibió el dominio de Tótselymes (actualmente Šarišské Sokolovce, en Eslovaquia) de Carlos I de Hungría. Nació alrededor de 1320.
Fue empleado en varias dependencias de la cancillería real. Desde principios de la década de 1350 ocupó cargos eclesiásticos y adquirió numerosos beneficios: en 1352 fue nombrado canónigo de Arad y Eger, en 1353 canónigo de Zagreb y Székesfehérvár. Hasta su muerte ostentaría el título de canónigo de Transilvania y deán de Küküllő (de donde aparece su sobrenombre). A partir de 1358, fue canónigo de Esztergom, luego dos veces (1363-1366, 1379-1387) arzobispo adjunto de Esztergom. El rey Luis I le dispensó un favor especial, nombrándole capellán especial desde 1358 y notario jefe de su cancillería.
Tras establecerse en Visegrád en la década de 1360, escribió 25 capítulos sobre las campañas de su monarca, y tras la muerte de Luis añadió 30 capítulos sobre las virtudes del rey, una biografía, que se conoce como Chronicon de Ludovico rege, la primera biografía secular de la literatura húngara medieval. Según László Holler, compiló y escribió en parte el texto del Chronicon Pictum.
Falleció entre el 15 de septiembre y el 10 de diciembre de 1393.

## Obras
- Breve crónica del glorioso reinado del rey Luis I de Hungría y de las cosas que tuvo que soportar hasta el final de su vida. Traducida y ampliada por Ferenc Orosz. Budapest: Landerer, 1760.
- Luis el Grande. Kálmán Dékáni. Brasov: Brasov Papers, 1906 (Cronistas medievales).
- Crónica de János Küküllei y del Anónimo Minorita; traducido por László Geréb, ed. Imre Trencsényi-Waldapfel, annot. Esti Béla. Budapest: Magyar Helikon, (Monumenta Hungarica), 1960.
- János Küküllei y la Crónica del Anónimo Minorita; traducida por László Geréb, prólogo de Imre Trencsényi-Waldapfel y Luca Füzesséryné Hoich. Budapest: Pátria Ny, 1978.
- La crónica del rey Luis / Gesta sobre el rey Luis; tradudida, epílogo y notas de Gyula Kristó. Budapest: Osiris, 2000 (Historia milenaria de Hungría, Recursos).